# 山室機恵子

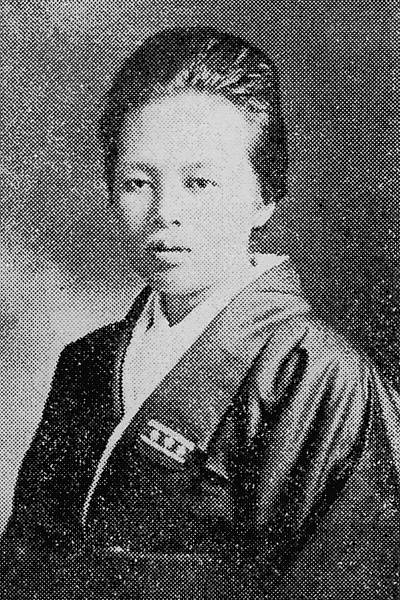
山室機恵子

山室 機恵子（やまむろ きえこ、1874年（明治7年）12月5日 - 1916年（大正5年（7月12日）は、山室軍平の最初の妻で、明治時代の社会事業家である。

## 生涯
岩手県花巻の川口村（市町村制施行後は花巻川口町）に開明的な素封家の佐藤庄五郎の長女として生まれる。1892年に上京し、明治女学院に入学する。在学中、一番町教会に通い、1891年植村正久より洗礼を受ける。
1893年明治女学校普通科を卒業する、継いで高等文科に進み、1895年に卒業し、下田歌子らの大日本婦人教育会が設立した女紅場で教壇に立つ。
1895年に来日した救世軍に協力し、行儀作法を伝授する。1899年6月、九段のメソジスト教会で山室軍平と日本初の救世軍結婚式を行った。山室民子、山室武甫ら6人の子供を儲ける。1900年解放された娼妓のために醜業婦救済所（婦人ホーム）を開設し、責任者になる。
1916年結核療養所設立の募金活動の中で倒れ死去する。
死後、1917年救世軍療養所内に機恵子記念会堂が建てられた。
東京都大田区上池台に、機恵子の名に因んだ児童養護施設「救世軍機恵子寮」がある。